# 128-я смешанная авиационная дивизия
 128-я сме́шанная авиацио́нная Курильская диви́зия  — авиационное воинское соединение Вооружённых сил СССР в Советско-японской войне.

## История наименований дивизии
- Камчатская авиационная дивизия[1];
- 128-я отдельная смешанная авиационная дивизия[1];
- 128-я смешанная авиационная дивизия;
- 128-я авиационная дивизия[2];
- 128-я смешанная авиационная Курильская дивизия (14.09.1945 г.);
- 222-я смешанная авиационная Курильская дивизия (20.02.1949 г.);
- 222-я истребительная авиационная Курильская дивизия (01.04.1949 г.);
- 222-я истребительная авиационная Курильская дивизия ПВО (01.04.1949 г.);
- Камчатская дивизия ПВО (15.03.1957 г.);
- 6-я Курильская дивизия ПВО (01.03.1960).

## Формирование дивизии
128-я смешанная авиационная дивизия сформирована Приказом НКО СССР в мае 1942 года в составе ВВС Дальневосточного фронта на основе 71-го отдельного смешанного авиационного полка, базировавшегося на аэродромах Елизово и Коряки. В состав дивизии вошли два полка: 888-й истребительный авиационный полк (на самолётах И-16 и И-153) и 903-й бомбардировочный авиационный полк (на самолётах СБ).

## Переименование, переформирование и расформирование дивизии
- 128-я смешанная авиационная Курильская дивизия Директивой Генштаба переименована 20 февраля 1949 года в 222-ю смешанную авиационную Курильскую дивизию[3].
- 222-я смешанная авиационная Курильская дивизия в связи с передачей в состав истребительной авиации ПВО в апреле 1949 года переформирована в 222-ю истребительную авиационную Курильскую дивизию ПВО.
- 222-я истребительная авиационная Курильская дивизия в связи с изменением планов по формированию войск ПВО 15 марта 1957 года была переформирована в Камчатскую дивизию ПВО. Авиационные полки переданы в состав новой дивизии, а 888-й иап расформирован, позднее 14-й иап также расформирован в Камчатской дивизии ПВО.

## В действующей армии
В составе действующей армии:
- с 9 августа 1945 года по 3 сентября 1945 года.

## Командиры дивизии
| Звание       | Имя                         | Период                  | Примечание                             |
| ------------ | --------------------------- | ----------------------- | -------------------------------------- |
| подполковник | Ерёмин Михаил Алексеевич    | 01.05.1942 — 04.05.1942 | ВРИД командира                         |
| полковник    | Силаев Пётр Андреевич       | 05.05.1942 — 21.07.1944 |                                        |
| подполковник | Рыбаков Фёдор Николаевич    | 22.07.1944 — 16.03.1945 | погиб в катастрофе                     |
| подполковник | Ерёмин Михаил Алексеевич    | 16.03.1945 — 01.12.1946 | Назначен командиром 83-й бад 18-го сак |
| полковник    | Осипов Александр Алексеевич | 01.12.1946 — ??.11.1949 |                                        |

## В составе соединений и объединений
| Дата          | Фронт (округ)                 | Армия                | Примечания                        |
| ------------- | ----------------------------- | -------------------- | --------------------------------- |
| 04.05.1942 г. | Дальневосточный фронт         | ВВС фронта           |                                   |
| 01.07.1945 г. | Дальневосточный фронт         | 10-я воздушная армия |                                   |
| 05.08.1945 г. | 2-й Дальневосточный фронт     | 10-я воздушная армия |                                   |
| 01.10.1945 г. | Дальневосточный военный округ | 10-я воздушная армия | 18-й смешанный авиационный корпус |
| 20.02.1949 г. | Дальневосточный военный округ | 29-я воздушная армия | 53-й смешанный авиационный корпус |
| 01.04.1949 г. | Дальневосточный военный округ | 29-я воздушная армия | 53-й смешанный авиационный корпус |
| 01.03.1957 г. | Дальневосточный военный округ | 1-я воздушная армия  | 53-й смешанный авиационный корпус |

## Состав дивизии
| Части                                   | Период                  | Примечание                                                             |
| --------------------------------------- | ----------------------- | ---------------------------------------------------------------------- |
| 888-й истребительный авиационный полк   | 03.05.1942 — 27.02.1958 | Р-63 Кингкобра, И-16, МиГ-15, МиГ-17, расформирован                    |
| 903-й бомбардировочный авиационный полк | 03.05.1942 — 01.01.1953 | А-20, B-25 Митчелл, передан в 243-ю бад                                |
| 410-й штурмовой авиационный полк        | 19.01.1945 — 14.08.1945 | Ил-2, преобразован в иап                                               |
| 410-й истребительный авиационный полк   | 14.08.1945 — 20.02.1949 | Р-63 Кингкобра, переформирован в 865-й иап                             |
| 865-й истребительный авиационный полк   | 20.02.1949 — 01.03.1957 | Р-63 Кингкобра, И-16, МиГ-15, МиГ-17, передан в Камчатскую дивизию ПВО |
| 14-й истребительный авиационный полк    | 10.07.1946 — 01.03.1957 | Р-63 Кингкобра, И-16, МиГ-15, МиГ-17, передан в Камчатскую дивизию ПВО |

## Участие в операциях и битвах
- Курильская десантная операция — с 18 августа 1945 года по 1 сентября 1945 года.

## Боевой состав дивизии в Советско-японской войне
| Части                                                                          | Примечание |
| ------------------------------------------------------------------------------ | --- |
| 888-й истребительный авиационный полк                                          | 33 Р-63 Кингкобра, 5 И-16 |
| 903-й бомбардировочный авиационный полк                                        | Douglas A-20 Havoc, 5 North American B-25 Mitchell                                                                                     |
| 410-й штурмовой авиационный полк                                               | 34 Р-63 Кингкобра, до 14.08.1945 г. переформирован в 410-й иап                                                                         |
| 410-й истребительный авиационный полк                                          | 34 Р-63 Кингкобра (боевые вылеты в район Курильской островов выполняли только 6 подготовленных лётчиков), переформирован из 410-го шап |
| 2-й отдельный морской бомбардировочный авиационный полк пограничных войск НКВД | 10 МБР-2, в оперативном подчинении |

## Награды
- 888-й истребительный авиационный полк за образцовое выполнение заданий командования в боях против японских войск на Дальнем Востоке при форсировании рек Амур и Уссури, овладении городами Цзямусы, Мэргень, Эйаньчжэнь, южной половиной острова Сахалин, а также островами Сюмусю и Парамушир из гряды Курильских островов и проявленные при этом доблесть и мужество 14 сентября 1945 года Указом Президиума Верховного Совета СССР награждён орденом Красного Знамени.
- 903-й бомбардировочный авиационный полк за образцовое выполнение заданий командования в боях против японских войск на Дальнем Востоке при форсировании рек Амур и Уссури, овладении городами Цзямусы, Мэргень, Эйаньчжэнь, южной половиной острова Сахалин, а также островами Сюмусю и Парамушир из гряды Курильских островов и проявленные при этом доблесть и мужество 14 сентября 1945 года Указом Президиума Верховного Совета СССР награждён орденом Красной Звезды.

## Почётные наименования
128-я смешанная авиационная дивизия за отличные боевые действия в боях с японцами на Дальнем Востоке удостоена почётного наименования «Курильская».

## Благодарности Верховного Главнокомандующего
Дивизии за овладение всей Маньчжурией, Южным Сахалином и островами Сюмусю и Парамушир из группы Курильских островов, главным городом Маньчжурии Чанчунь и городами Мукден, Цицикар, Жэхэ, Дайрэн, Порт-Артур объявлена благодарность.
| МиГ-19 | МиГ-15 | МиГ-17 |

## Итого боевой деятельности
За время Советско-японской войны дивизия выполнила 360 боевых вылетов (193 вылета 888-й иап, 12 вылетов 410-й иап, 155 вылетов 903-й бап и 2-й обпап).

## Базирование
| Период               | Аэродромы                   |
| -------------------- | --------------------------- |
| 10.1945 — 15.03.1957 | Елизово, Камчатская область |